# 世尊布施論

世尊布施論（せそんふせろん）は、ネストリウス派キリスト教（景教）の聖典の一つとされる文書である。
新約聖書のマタイによる福音書の「山上の垂訓」の一節の漢訳が記されているとされる。。

## 内容
- マタイによる福音書「山上の垂訓」など[1]。